# كيوشي سيكيجوتشي
كيوشي سيكيجوتشي (باليابانية: 関口潔؛ بالكانا: せきぐち きよし) هو لاعب كرة قدم ومدرب كرة قدم ياباني، ولد في 15 يناير 1969 في هاتشيؤوجي في اليابان.